# Inka Vostřezová
Inka Vostřezová (rozená Vainsteinová, * 4. ledna 1930 Praha) je česká tanečnice, choreografka a pedagožka.

## Život
V letech 1948–1950 absolvovala přípravku v Československém státním souboru písní a tanců, v němž poté měla v letech 1950–1990 stálé angažmá. V roce 1967 absolvovala obor choreografie na Taneční katedře HAMU. Od roku 1968 se kromě tance zabývala i choreografií, scenáristikou a režií. Hostovala v Armádním uměleckém souboru Víta Nejedlého, v Laterně Magice i v Československé televizi.
Byla i překladatelkou a tlumočnicí z angličtiny, v letech 1990–1996 pracovala ve funkci první tajemnice na velvyslanectví ve Washingtonu.
Jejím manželem byl tanečník a akrobat Vladimír Vostřez (1927–1997).
Dne 17. ledna 2020 byla ministrem kultury ČR vyznamenána medailí Artis Bohemiae Amicis.